# Mikołaj Kogut
Mikołaj Kogut (ur. 15 maja 1900, zm. 27 kwietnia 1982) – kapitan ludowego Wojska Polskiego, myśliwy i działacz łowiecki.

## Życiorys

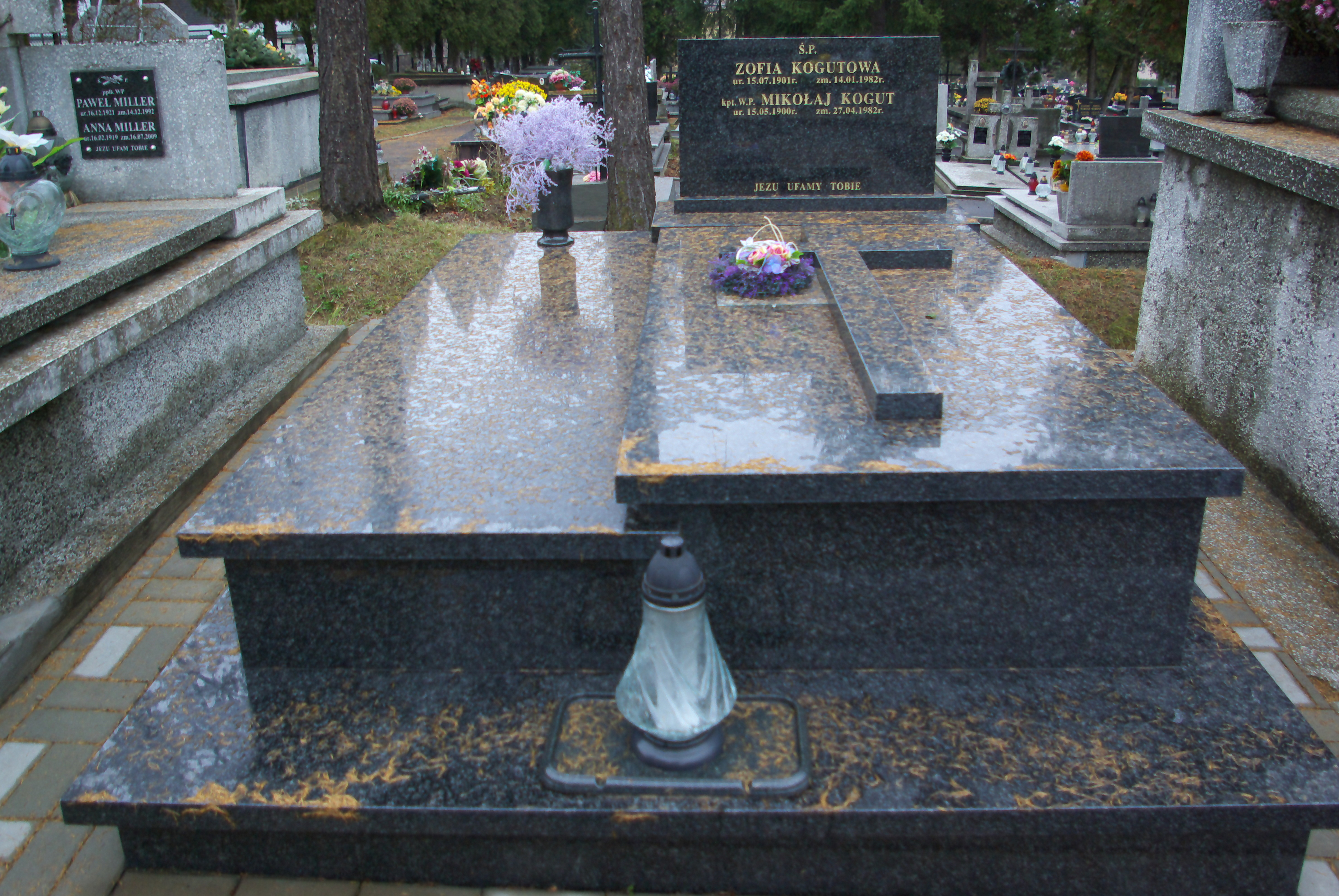
Grobowiec Mikołaja i Zofii Kogutów w Sanoku

Brał udział w I wojnie światowej i powstaniu wielkopolskim. Po odzyskaniu przez Polskę niepodległości został przyjęty do Wojska Polskiego i służył jako podoficer w okręgu lwowskim. Przeniesiony do rezerwy w latach 30. objął funkcję gajowego na obszarze województwa stanisławowskiego, z którego pochodził.
Po wybuchu II wojny światowej brał udział w kampanii wrześniowej. Po agresji ZSRR na Polskę z 17 września 1939 został aresztowany przez Sowietów i wywieziony do ZSRR w 1940. Zwolniony wstąpił latem 1943 w Sielcach do Polskich Sił Zbrojnych w ZSRR. Został oficerem 1 Warszawskiej Dywizji Piechoty, z którą odbył szlak bojowy. 
Po 1945 w stopniu porucznika służył w Sanatorium Wojskowym w Krynicy jako oficer żywnościowy. Pracował tam także po przeniesieniu do rezerwy w 1952. Dosłużył się stopnia kapitana.
Uprawiał myślistwo zarówno w II RP, jak i w PRL. Był założycielem kół łowieckich, hodował psy. Do lat 60. mieszkał na Sądecczyźnie, później przeniósł się w Bieszczady.
Jego żoną była Zofia (ur. 1901, zm. na początku 1982). Mikołaj Kogut zmarł wkrótce po śmierci żony, 27 kwietnia 1982. Oboje zostali pochowani w grobowcu rodzinnym na Cmentarzu Centralnym w Sanoku.
W grobowcu obok został pochowany Paweł Miller, podpułkownik Ludowego Wojska Polskiego.

## Odznaczenia
- Order Krzyża Grunwaldu
- Krzyż Walecznych (1946)[3]
- Krzyż Partyzancki
- Inne ordery i medale.